# Холл, Деннис
Деннис Холл (англ. Dennis William Hall; род. 5 февраля 1971, Милуоки, Висконсин) — американский борец греко-римского стиля, чемпион Панамериканского чемпионата и Панамериканских игр, чемпион и призёр чемпионатов мира, серебряный призёр летних Олимпийских игр 1996 года в Атланте, участник трёх Олимпиад.

## Карьера
Выступал в легчайшей (до 54-57 кг) и полулёгкой (до 55-58 кг) весовых категориях. Чемпион Панамериканского чемпионата 2000 года в Кали. Чемпион Панамериканских игр 1995 года в Мар-дель-Плата и 1999 года в Виннипеге. Чемпион (1995) и бронзовый призёр (1994) чемпионатов мира.
На летних Олимпийских играх 1992 года в Барселоне Холл выступал в легчайшем весе. Он проиграл французу Патрису Мурье, затем победил литовца Ремигиюса Сукевичуса и болгарина Николу Димитрова, проиграл советскому борцу Александру Игнатенко и финну Кейхо Пеконену и занял 8-е место.
На следующей Олимпиаде в Атланте Холл победил турка Шерефа Эроглу, южнокорейца Пака Чихо, китайца Шэна Цзэтяня, в финале уступил представителю Казахстана Юрию Мельниченко и стал серебряным призёром Олимпиады.
На летних Олимпийских играх 2004 года в Афинах Холл победил чеха Петра Швеглу, уступил украинцу Алексею Вакуленко и не попал в финальную часть соревнований, заняв итоговое 14-е место.